# Józef Penkowski
Józef Penkowski (ur. 18 września 1930 w miejscowości Szemud na Kaszubach, zm. 3 lutego 2006 w Grudziądzu) – polski duchowny katolicki, werbista, etnolog.

## Życiorys
Józef Penkowski był ósmym dzieckiem, spośród dwanaściorga, Władysława i Tekli z domu Górskiej. Szkołę podstawową ukończył w Szemudzie. Po wojnie uczęszczał do gimnazjum w Wejherowie. Do Zgromadzenia Słowa Bożego (Societas Verbi Divini) wstąpił w Górnej Grupie w dniu 28 sierpnia 1946 roku. Nowicjat, studia licealne oraz filozoficzno-teologiczne odbył w latach 1948–1957 w Misyjnym Seminarium Duchownym św. Wojciecha w Pieniężnie. Pierwsze śluby zakonne złożył 8 września 1950 roku, a wieczyste 9 lipca 1955 roku. Święcenia kapłańskie otrzymał 19 sierpnia 1956 roku. Zaraz po święceniach kapłańskich pracował jako nauczyciel religii w II Liceum we Wrocławiu, zdobywając równocześnie maturę państwową. W 1958 roku decyzją przełożonych został skierowany na studia w zakresie historii powszechnej na Katolickim Uniwersytecie Lubelskim w Lublinie. W 1961 roku otrzymał nominację na lektora historii filozofii i misjologii w Misyjnym Seminarium Duchownym w Pieniężnie. W 1962 wyjechał na studia doktoranckie do Szwajcarii. W latach 1965–1966 prowadził w Tanzanii badania antropologiczne. W 1967 roku został zaproszony do Rzymu celem podjęcia pracy w Museo Missionario-Etnologico przy Watykanie.
W czasie swej 29-letniej pracy na stanowisku dyrektora całkowicie przeorientował ten dział. Podzielił muzeum na dwie części: pierwszą „II Percorso principale” poświęconą tylko historii różnych religii w poszczególnych krajach pozaeuropejskich (ogólnodostępną dla zwiedzających), oraz drugą – etnologii „II Percorso secondario” (dostępną tylko dla wybranych grup specjalistów – na zamówienie). Do nazwy Muzeum Misyjno-Etnologiczne dodał drugi człon: „Człowiek w poszukiwaniu Boga” („L’uomo alla licerca del divino”). Od 1987 roku należał do prestiżowego Instytutu Anthropos z siedzibą w centrum werbistowskim w Sankt Augustin koło Bonn. W 1995 roku, po śmierci dyrektora generalnego Muzeów Watykańskich, prof. Carlo Pietrangeli, został mianowany regentem całego zespołu Muzeów Watykańskich. Funkcję tę sprawował przez 18 m-cy (do czasu wyznaczenia nowego dyrektora). W związku z nagłą chorobą (utrata wzroku), w grudniu 1996 roku przeszedł na emeryturę. Za swą długoletnią, twórczą pracę i zaangażowanie w pracę na rzecz dobra wspólnego, otrzymał złoty krzyż papieski Pro Ecclesia et Pontifice. Po przejściu na emeryturę jeszcze przez kilka lat regularnie chodził do pracy w muzeum.
1 sierpnia 2003 roku został przeniesiony do Polski i zamieszkał w Domu Misyjnym św. Józefa w Górnej Grupie. Po powrocie do Polski miał problemy krążeniowe (zmiana klimatu). Stan jego zdrowia uległ nagłemu załamaniu w dniu 2 lutego. Zmarł 3 lutego wkrótce po przewiezieniu go do szpitala w Grudziądzu.
Pogrzeb o. Józefa Penkowskiego odbył się 7 lutego 2006. Liturgii pogrzebowej przewodniczył bp Piotr Krupa z Pelplina. Homilię pogrzebową wygłosił towarzyszysz jego drogi od 1946 roku o. Kazimierz Stankowski. W pogrzebie uczestniczyli księża z dwóch dekanatów, współbracia z wszystkich domów zakonnych SVD w Polsce oraz jego rodzeństwo z rodzinami. Słowo podziękowania pod adresem zmarłego i wszystkich przybyłych na pogrzeb skierował ojciec prowincjał Ireneusz Piskorek. Zmarły spoczął na cmentarzu klasztornym w Górnej Grupie.
11 marca 2013 Cezary Gmyz w tygodniku „Do Rzeczy” ujawnił, że Józef Penkowski był od 1961 roku agentem Służby Bezpieczeństwa o pseudonimie „Konrado” szpiegującym zgromadzenie Księży Werbistów oraz Stolicę Apostolską. Księża werbiści na swojej stronie internetowej potwierdzili te ustalenia i przeprosili za czyny zakonnika. „Zdajemy sobie sprawę, że działalność o. Józefa Penkowskiego przyniosła szkody nie tylko Zgromadzeniu Słowa Bożego, ale całemu Kościołowi. Dla całej wspólnoty werbistów, ta pożałowania godna sprawa, jest wezwaniem do bardziej radykalnego dawania świadectwa wierze i wierności Kościołowi” – napisali w liście skierowanym do Tygodnika „Do Rzeczy”.